# Ornes
Ornes – miejscowość i gmina we Francji, w regionie Grand Est, w departamencie Moza.
Według danych na rok 1990 gminę zamieszkiwało 10 osób, a gęstość zaludnienia wynosiła 1 osób/km² (wśród 2335 gmin Lotaryngii Ornes plasuje się na 1030. miejscu pod względem liczby ludności, natomiast pod względem powierzchni na miejscu 606.).